# Karl von Reden
Karl Ernst August Wilhelm Freiherr von Reden (né le 15 mai 1821 à Gleidingen et mort le 4 février 1890 à Oldendorf) est propriétaire d'un manoir et député du Reichstag.

## Biographie
Karl von Reden est le propriétaire du manoir Oldendorf près de Hermannsburg. Il est chanoine de Bardowick et membre du Comité central de la Société royale d'Agriculture.
Après 1867, il est député du parlement provincial de Hanovre. Le 24 avril 1879, en tant que candidat du parti allemand hanovrien, il remporte l'élection partielle dans la 14e circonscription de Hanovre (Gifhorn, Celle, Peine, Burgdorf (de)) et est député du Reichstag jusqu'à la fin de la législature en 1881. Au Reichstag, il fait partie du groupe parlementaire du Zentrum.